# 王鑾 (弘治進士)
王鑾（1462年—？），字拱之，河南開封府許州襄城縣人，民籍，明朝政治人物。

## 生平
河南鄉試第四十九名舉人。弘治十五年（1502年）中式壬戌科會試第二百九十名，三甲第一百九十五名進士。

## 家族
曾祖王藝，布政司參議；祖父王昇，贈戶部郎中；父王瓖，戶部郎中進階朝列大夫。母盛氏（封宜人）。永感下。兄王锦（按察司副使）。